# Cerkev sv. Pavla, Šentpavel na Dolenjskem
Cerkev svetega Pavla je podružnična cerkev župnije Šentvid pri Stični, ki stoji ob robu griča sredi raztresenega naselja Šentpavel na Dolenjskem.

## Opis
Šentpavel, ki je dobila ime po svojem zavetniku Sv. Pavlu, je raztresena vas ki leži severovzhodno nad Šentvidom pri Stični. Cerkev sv. Pavla se prvič omenja leta 1610, vendar je gotovo starejšega nastanka. Večje spremembe je cerkev doživela leta 1781, dokončno podobo pa v 19. stoletju. Lesen glavni oltar je leta 1892 naredil Janez Vurnik.